# Coupe intercontinentale 1974
La Coupe intercontinentale 1974 est la quinzième édition de la Coupe intercontinentale de football. Elle oppose le club argentin du Club Atlético Independiente, vainqueur de la Copa Libertadores 1974 au club espagnol du Club Atlético de Madrid, finaliste de la Coupe des clubs champions européens 1973-1974. Les Ouest-allemands du Bayern Munich, champions d'Europe, refusent de prendre part à la compétition, avançant des problèmes de calendrier.
La confrontation se divise en deux matchs aller et retour, et contrairement à ce que son nom indique, se déroule en 1975. Le match aller se déroule à La Doble Visera à Avellaneda et se conclut sur une victoire des Argentins sur le score de 1-0. Le match retour, qui a lieu au Stade Vicente Calderón de Madrid est remporté par les Espagnols sur le score de 2-0. L'Atlético Madrid remporte ainsi sa seule Coupe intercontinentale. En 2017, le Conseil de la FIFA a reconnu avec document officiel (de jure) tous les champions de la Coupe intercontinentale avec le titre officiel de clubs de football champions du monde, c'est-à-dire avec le titre de champions du monde FIFA, initialement attribué uniquement aux gagnants de la Coupe du monde des clubs FIFA.

## Feuilles de match

### Match aller
| Match aller  | Independiente | 1 - 0   | Atlético Madrid | La Doble Visera, Avellaneda |                            |
| 12 mars 1975 | Balbuena 34e  | (1 - 0) |                 | Arbitrage : Charles Corver  | Arbitrage : Charles Corver |
| 12 mars 1975 | (Rapport)     |         |                 | Arbitrage : Charles Corver  | Arbitrage : Charles Corver |

| Independiente | Atlético Madrid |

| Independiente :  |  |                           |  |     |
|                  |  |                           |  |     |
| Gardien de but   |  | José Alberto Pérez (es)   |  |     |
|                  |  | Miguel Ángel López        |  |     |
|                  |  | Ricardo Pavoni            |  |     |
|                  |  | Eduardo Comisso           |  |     |
|                  |  | Rubén Galván              |  |     |
|                  |  | Francisco Sá              |  |     |
|                  |  | Agustín Balbuena          |  |     |
|                  |  | Aldo Fernando Rodríguez   |  | 57e |
|                  |  | Percy Rojas               |  |     |
|                  |  | Ricardo Bochini           |  |     |
|                  |  | Daniel Bertoni            |  | 83e |
| Remplaçants :    |  |                           |  |     |
|                  |  | Alejandro Semenewicz (it) |  | 57e |
|                  |  | Luis Alberto Giribert     |  | 83e |
| Entraîneur :     |  |                           |  |     |
| Roberto Ferreiro |  |                           |  |     |

| Atlético Madrid : |  |                        |  |     |
|                   |  |                        |  |     |
| Gardien de but    |  | Miguel Reina           |  |     |
|                   |  | Francisco Delgado Melo |  |     |
|                   |  | Ramón Heredia          |  |     |
|                   |  | Domingo Benegas        |  |     |
|                   |  | José Luis Capón        |  |     |
|                   |  | Eusebio Bejarano       |  |     |
|                   |  | Alberto Fernández      |  | 46e |
|                   |  | Adelardo               |  |     |
|                   |  | Javier Irureta         |  |     |
|                   |  | José Eulogio Gárate    |  |     |
|                   |  | Rubén Ayala            |  |     |
| Remplaçants :     |  |                        |  |     |
|                   |  | Heraldo Bezerra        |  | 46e |
| Entraîneur :      |  |                        |  |     |
| Luis Aragonés     |  |                        |  |     |

### Match retour
| Match retour  | Atlético Madrid         | 2 - 0   | Independiente | Stade Vicente Calderón, Madrid |                           |
| 10 avril 1975 | Irureta 34e · Ayala 85e | (1 - 0) |               | Arbitrage : Carlos Robles      | Arbitrage : Carlos Robles |
| 10 avril 1975 | (Rapport)               |         |               | Arbitrage : Carlos Robles      | Arbitrage : Carlos Robles |

| Atlético Madrid | Independiente |

| Atlético Madrid : |  |                         |  |     |
|                   |  |                         |  |     |
| Gardien de but    |  | José Pacheco Gómez (en) |  |     |
|                   |  | Francisco Delgado Melo  |  |     |
|                   |  | Ramón Heredia           |  |     |
|                   |  | Francisco Aguilar (en)  |  |     |
|                   |  | José Luis Capón         |  |     |
|                   |  | Eusebio Bejarano        |  |     |
|                   |  | Alberto Fernández       |  | 27e |
|                   |  | Adelardo                |  |     |
|                   |  | Javier Irureta          |  |     |
|                   |  | José Eulogio Gárate     |  |     |
|                   |  | Rubén Ayala             |  |     |
| Remplaçants :     |  |                         |  |     |
|                   |  | Ignacio Salcedo         |  | 27e |
| Entraîneur :      |  |                         |  |     |
| Luis Aragonés     |  |                         |  |     |

| Independiente :  |  |                         |  |     |
|                  |  |                         |  |     |
| Gardien de but   |  | José Alberto Pérez (es) |  |     |
|                  |  | Miguel Angel López      |  |     |
|                  |  | Ricardo Pavoni          |  |     |
|                  |  | Eduardo Comisso         |  |     |
|                  |  | Rubén Galván            |  |     |
|                  |  | Osvaldo Miguel Carrica  |  |     |
|                  |  | Agustín Balbuena        |  |     |
|                  |  | Hugo José Saggiorato    |  |     |
|                  |  | Percy Rojas             |  | 62e |
|                  |  | Ricardo Bochini         |  |     |
|                  |  | Daniel Bertoni          |  |     |
| Remplaçants :    |  |                         |  |     |
|                  |  | Aldo Fernando Rodríguez |  | 62e |
| Entraîneur :     |  |                         |  |     |
| Roberto Ferreiro |  |                         |  |     |